# Język bogaya
Język bogaya (bogaia, pogaya, pokaya), także pokoi – język papuaski używany w Papui-Nowej Gwinei (Koroba-Lake Kopiago, Hela; Olsobip Rural LLG i Nomad Rural LLG, Prowincja Zachodnia). Według danych z 2007 r. posługuje się nim 300 osób.
Klasyfikacja tego języka jest niejasna. Formy zaimków i elementy leksyki sugerują jego pokrewieństwo z duna, ale możliwe, że część podobieństw słownikowych należałoby tłumaczyć zapożyczaniem z tego języka. Przynależność obu języków do rodziny transnowogwinejskiej również jest wątpliwa. Bogaya bywa rozpatrywany jako izolat.
W użyciu są także języki tok pisin i duna. Z doniesień wynika, że znaczna część osób zna też język oksapmin.
Bliżej niepoznany, został opisany w postaci list słownictwa (opublikowanych w latach 70. XX w.). Jest zapisywany alfabetem łacińskim, aczkolwiek w ograniczonym zakresie.